# 西尾市塩田体験館 吉良饗庭塩の里
西尾市塩田体験館 吉良饗庭塩の里（にしおしえんでんたいけんかん きらあいばじおのさと）は、愛知県西尾市吉良町白浜新田宮前59-1にある博物館。饗庭塩の製塩業を主要な題材としており、西尾市吉良歴史民俗資料館を併設している。

## 歴史

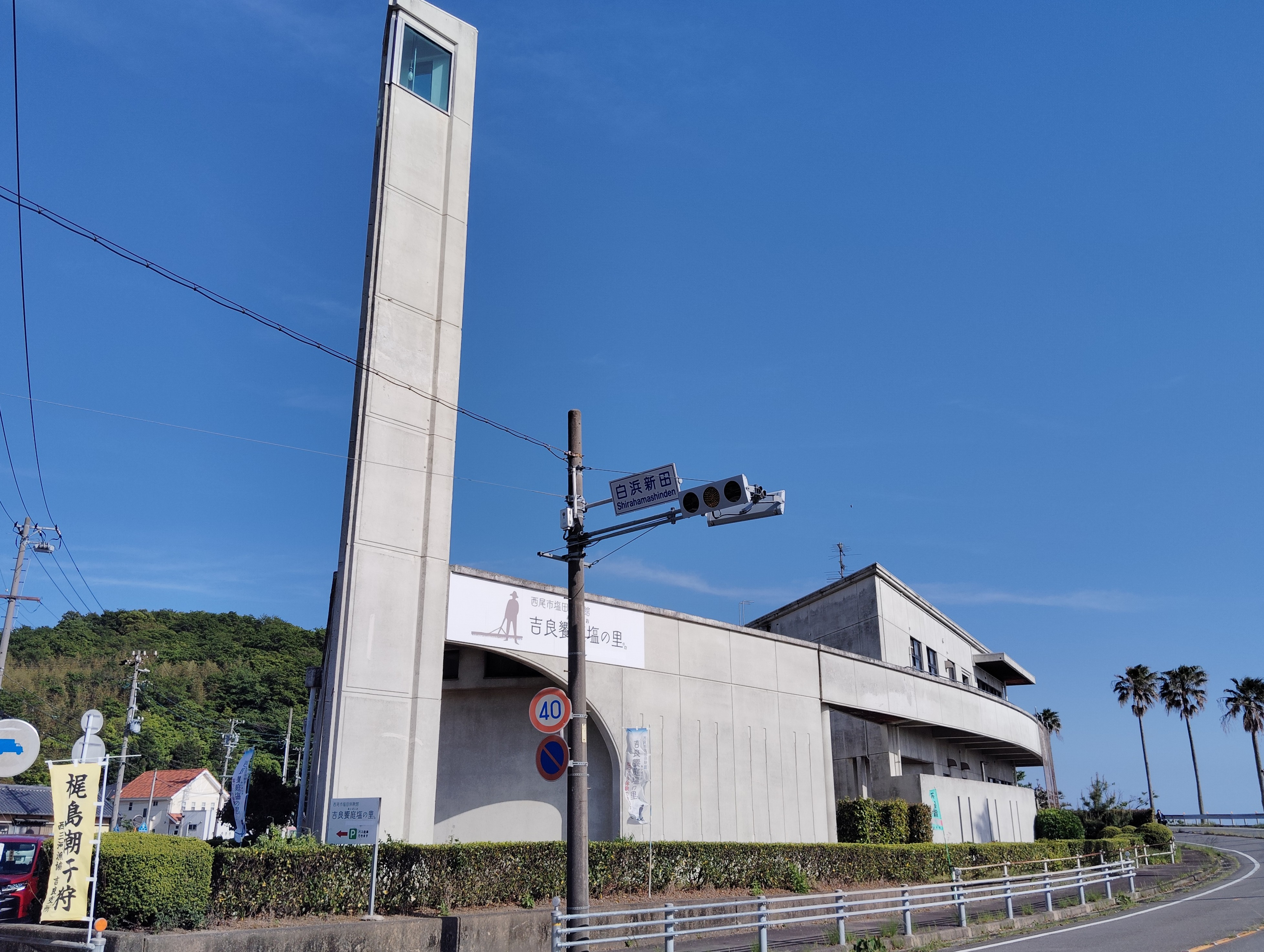
建物

### 吉良歴史民俗資料館
古墳や史跡などが多数ある幡豆郡吉良町の文化的遺産を後世に伝えるべく、愛知県の事業として吉良地区文化広場の建設が進められ、その一角に歴史民俗資料館が計画された。1982年（昭和57年）3月に建物が竣工し、5月14日に吉良町歴史民俗資料館が開館した。歴史民俗資料館の建物内の展示室に加えて、吉良地区文化広場の敷地内には入浜式塩田が復元されており、塩焼小屋の模型があった。
かつて吉良町の岡山丘陵の西端には岩谷山第1号墳があり、直径14メートルの円墳からは金銅装太刀、金環、須恵器などが出土している。1988年（昭和63年）10月には横穴式石室部分が吉良地区文化広場の敷地内に移築された。
敷地内には太平洋戦争時の梵鐘供出を受けて製造されたコンクリート製の代替梵鐘がある。吉良町中野の願成寺が所蔵しており、戦後の1948年に梵鐘が再鋳されてからは鐘楼の脇に置かれていたが、1991年（平成3年）に吉良町歴史民俗資料館に寄贈された。
2011年（平成23年）4月1日には吉良町が西尾市に編入合併され、西尾市吉良歴史民俗資料館に改称した。

### 吉良饗庭塩の里
2016年（平成28年）4月16日、吉良文化広場をリニューアルする形で西尾市塩田体験館 吉良饗庭塩の里が開館した。名称が西尾市塩田体験館、愛称が吉良饗庭塩の里である。

## 施設
建物内
- 塩焼き体験コーナー（塩の実験室）
- 西尾市吉良歴史民俗資料館 - 正法寺古墳や岩場古墳の出土品、周辺地域を治めた吉良義央に関する資料、饗庭塩の製塩業に関する資料などを展示している[3]。

建物外
- 復元入浜式塩田
- 塩焼小屋
- 岩谷山第1号墳
- 代替梵鐘

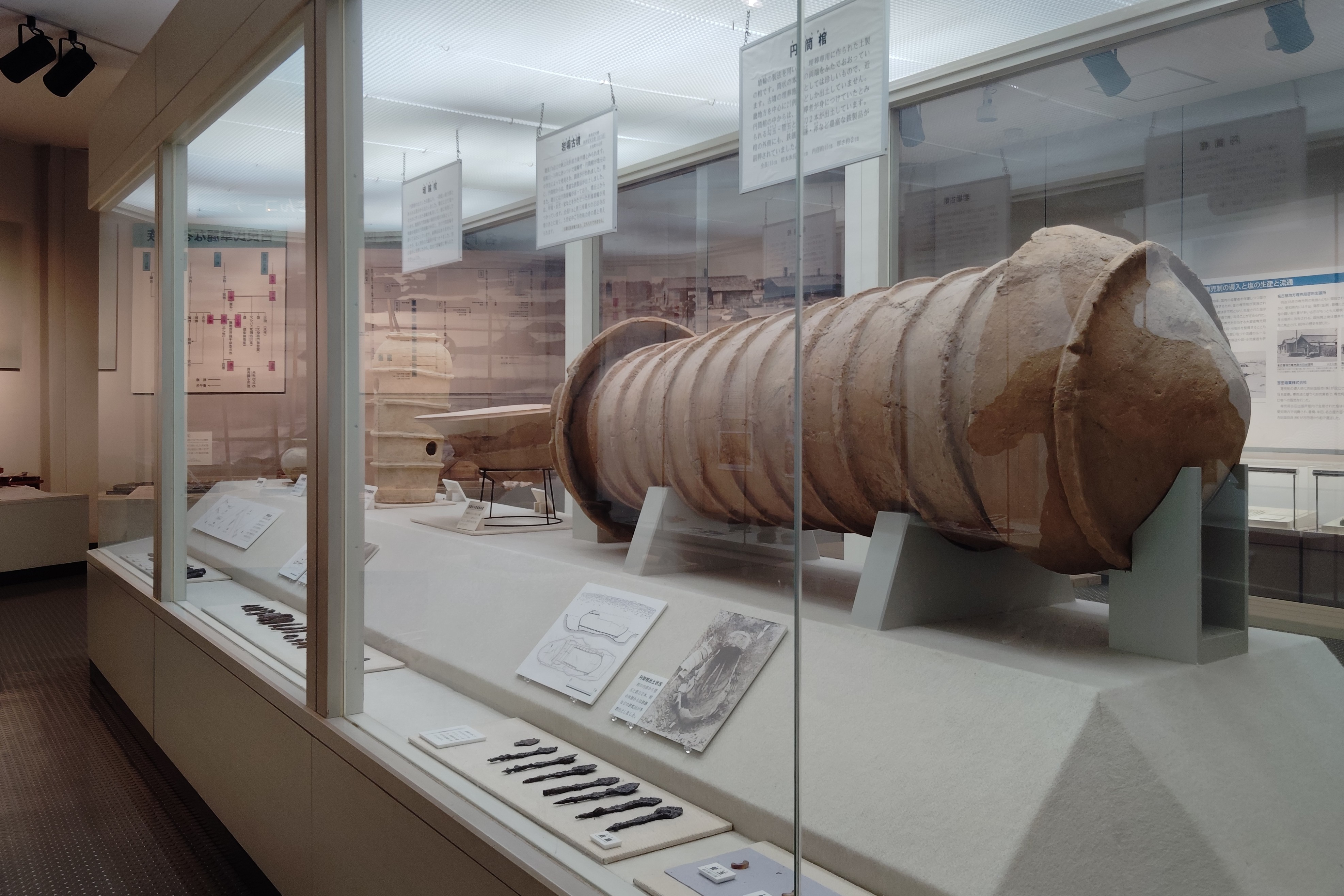
資料館の古墳出土品に関する展示
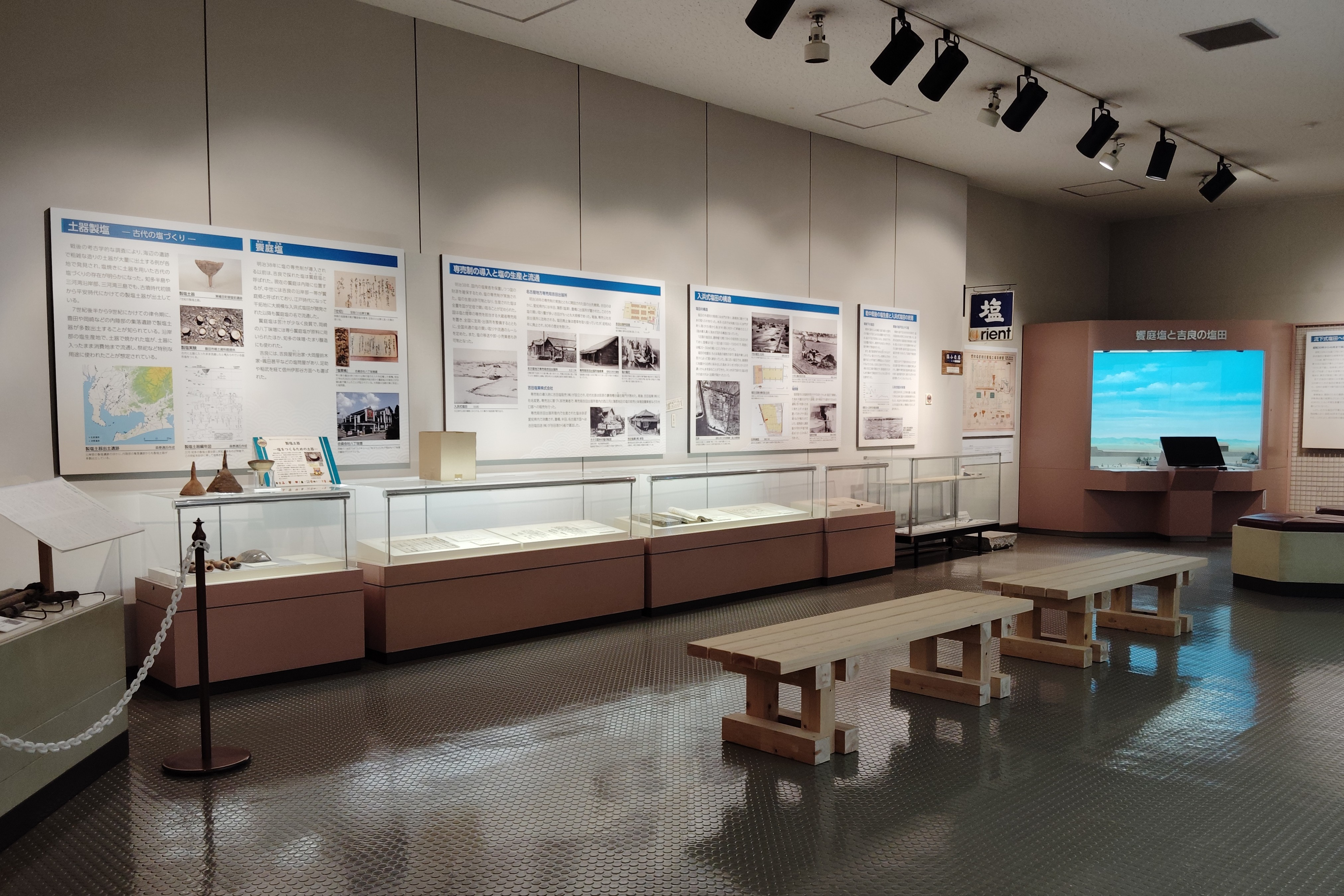
資料館の製塩業に関する展示
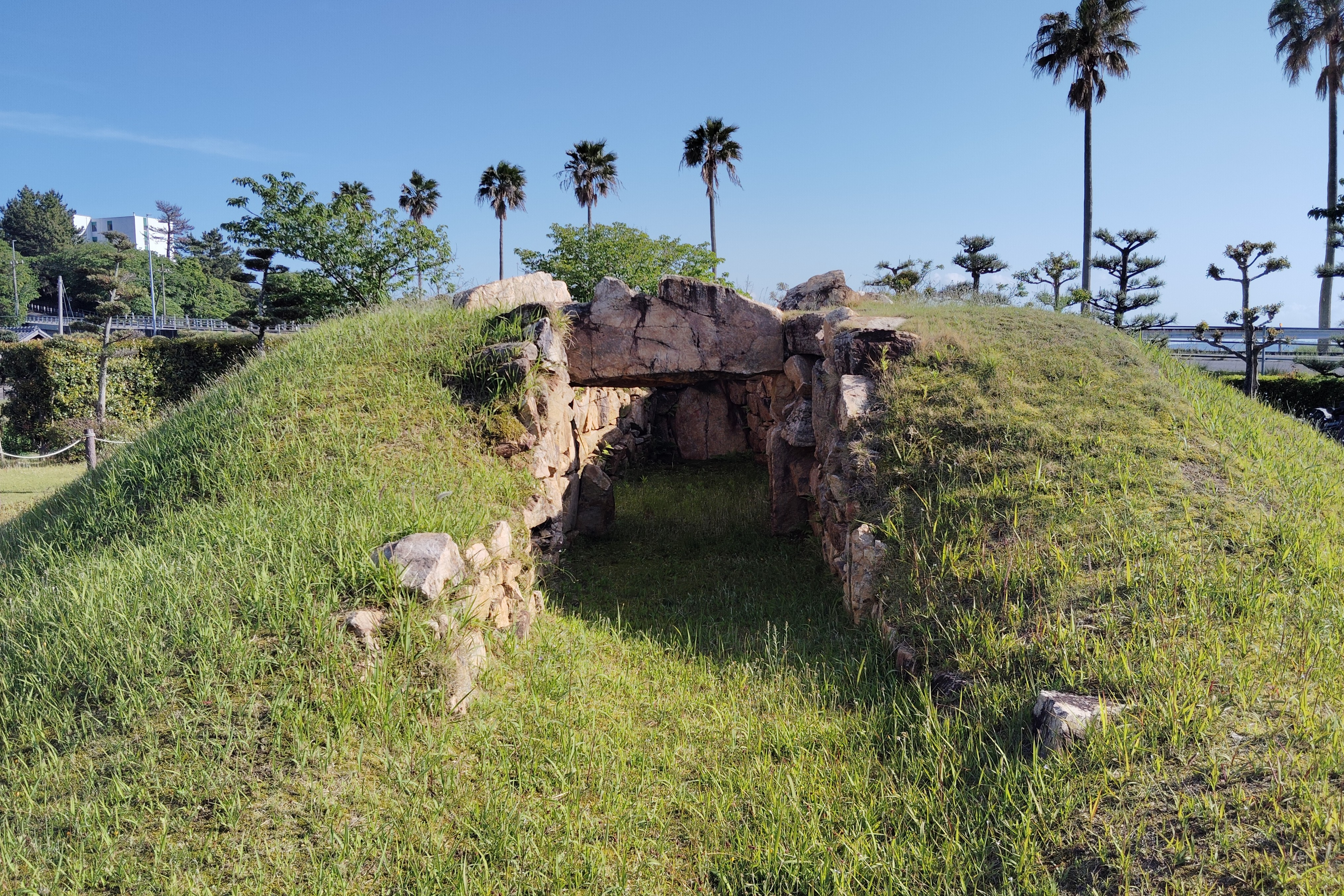
岩谷山第1号墳
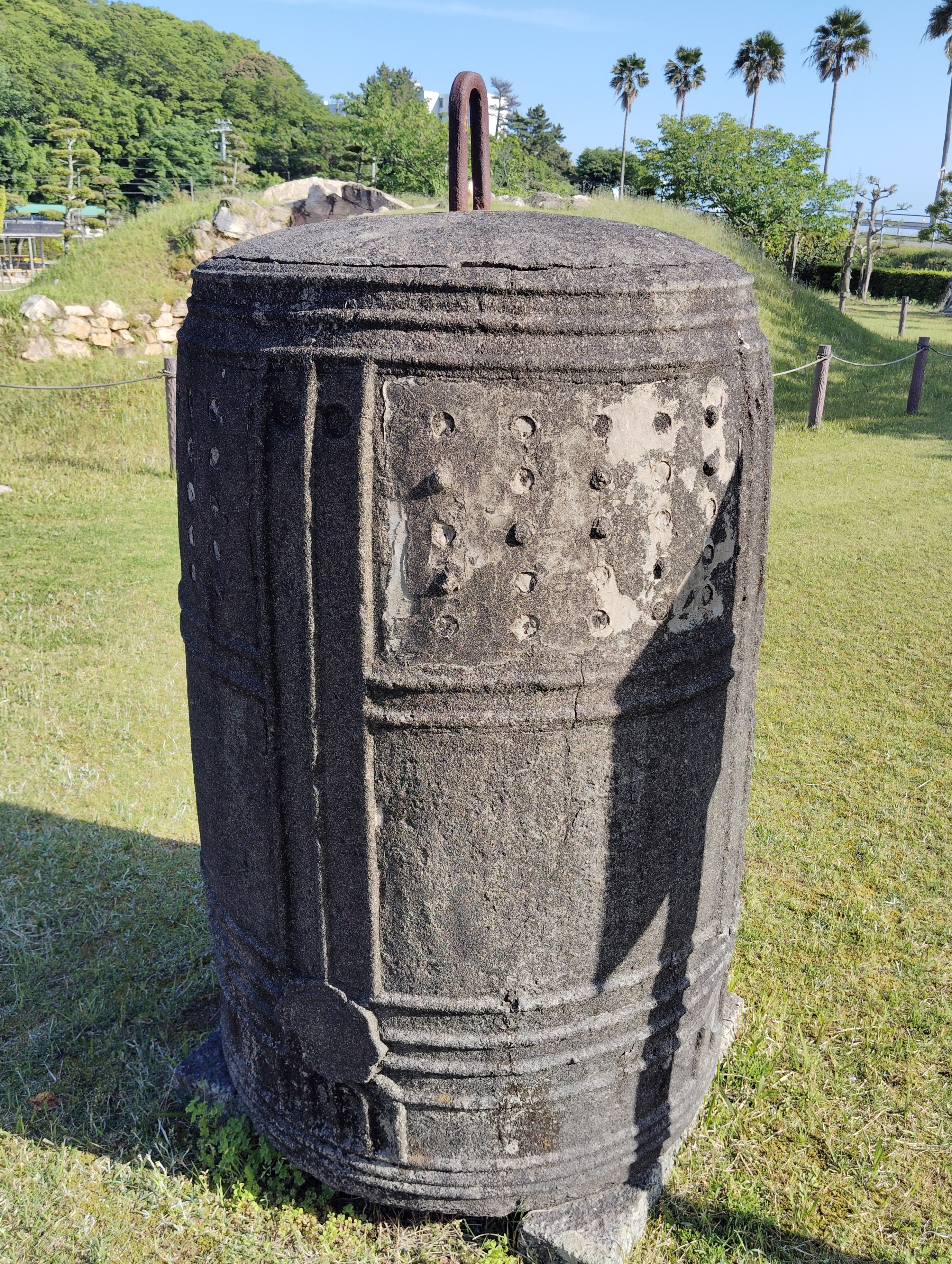
コンクリート製の代替梵鐘

## 利用案内
- 開館時間 - 午前9時から午後5時
- 休館日 - 月曜日（祝日の場合は開館）、12月29日から1月3日
- 入場料 - 無料
- アクセス - 名鉄西尾線・蒲郡線吉良吉田駅から徒歩30分。